# Evaporatie

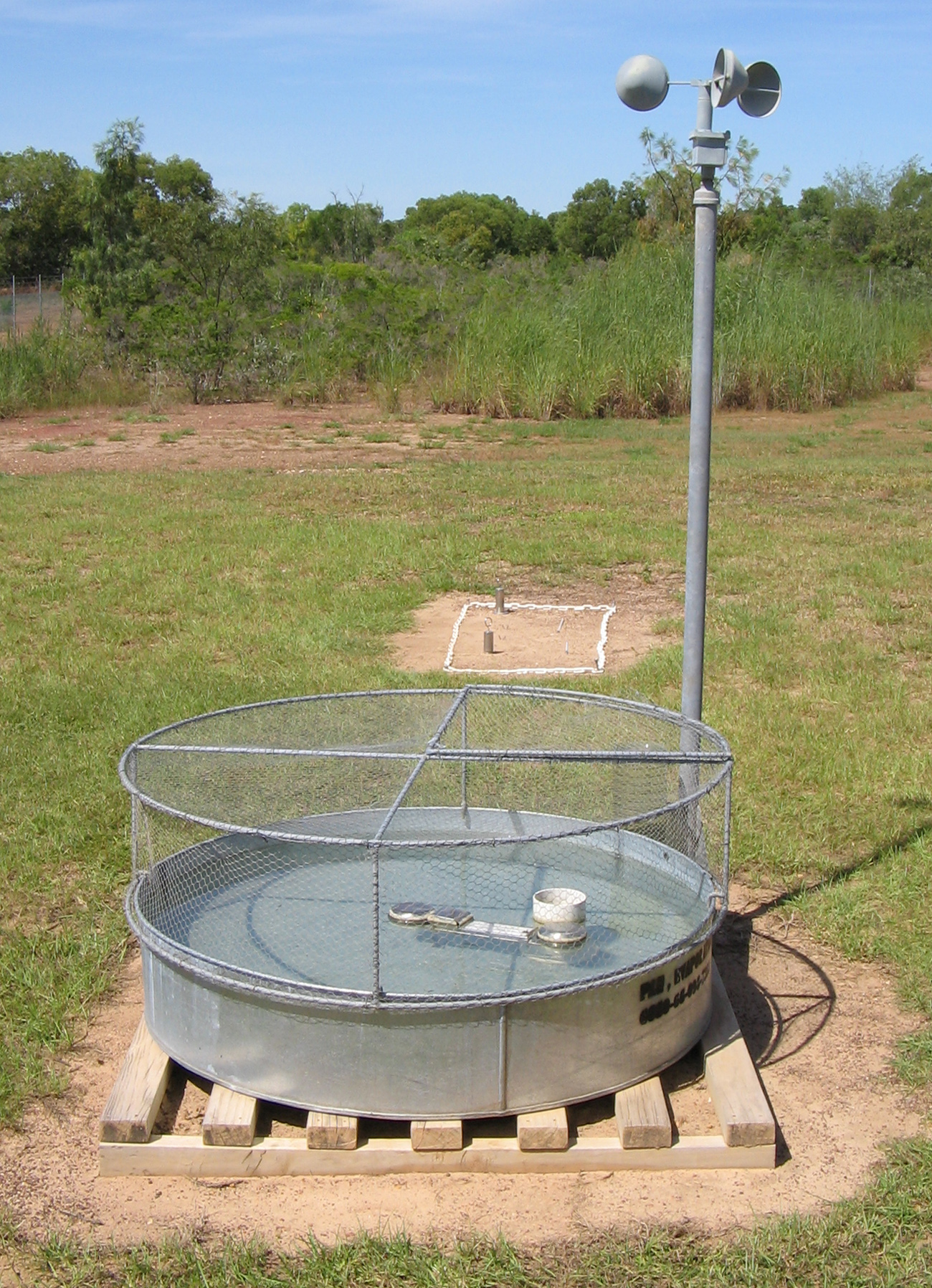
Gestandariseerde evaporatiepan in Australië

Evapotranspiratie als onderdeel van de waterkringloop

In de klimatologie is evaporatie de verdamping van water aan of boven het aardoppervlak. Water in de vloeibare fase gaat daarbij over naar de gasvormige fase (waterdamp in de atmosfeer).
Bij metingen is evaporatie vaak moeilijk te onderscheiden van transpiratie, de verdamping van water door de vegetatie. Planten nemen het water in vloeibare vorm op met de wortels en verliezen water in gasvormige toestand langs de huidmondjes (stomata) op de bladeren. Slechts een klein deel van het opgenomen water (ongeveer 1%) blijft in de plant zelf. Transpiratie kan daardoor een belangrijke bron van waterdamp zijn op het land.
Evaporatie en transpiratie samen worden evapotranspiratie genoemd.

## Plaats in dehydrologische cyclus
Evaporatie gebeurt op verschillende plaatsen:
- evaporatie van regendruppels nog in de atmosfeer
- evaporatie na interceptie (door vegetatie opgevangen vloeibaar water dat op die manier de bodem niet bereikt)
- evaporatie vanuit de (bovenste delen van) de bodem
- evaporatie vanuit rivieren, meren
- evaporatie vanuit de zee
- sublimatie vanop poolijs, gletsjers wordt ook vaak tot evaporatie gerekend, hoewel het een overgang is van vast naar gasvormig.

Evaportranspiratie is een essentiële component van de watercyclus. Het zorgt voor een voortdurende toevoer van water in de atmosfeer, dat door condensatie en neerslag in vloeibare vorm weer uit de atmosfeer verwijderd wordt.

## Fysisch mechanisme
Evaporatie treedt op omdat in het bovenste waterlaagje watermoleculen zijn met een energie die groot genoeg is om uit de vloeibare toestand te kunnen ontsnappen. Die deeltjes gaan over naar de gasvormige toestand. Wanneer een evenwicht bereikt wordt met het gas boven de vloeistof - 'wanneer de kritieke dampdruk bereikt wordt' - zullen er evenveel waterdeeltjes overgaan naar de gastoestand als andersom. Er is dan sprake van een 'dynamisch evenwicht': er is geen netto-transport van watermoleculen. Als de luchtvochtigheid groot genoeg is, valt de evaporatie stil.
Evaporatie betekent ook een afkoeling van het (vloeibare) water, verdampingswarmte wordt bij verdamping aan het water onttrokken. Aangezien het de meest energierijke deeltjes zijn die ontsnappen, vermindert de gemiddelde energie van de overgebleven deeltjes. Bijgevolg vermindert de oppervlaktetemperatuur, die een maat is voor die gemiddelde energie. Indien geen warmte toegevoegd wordt (en zo weer meer deeltjes een voldoende hoge energie zouden krijgen om te ontsnappen), zal de evaporatie ook stilvallen. Evaporatie op gang houden vereist dus energie. De energie nodig voor de verdamping wordt de latente energie genoemd, voor water is dat ongeveer 2500 kJ/l. Het is deze energie die weer vrijkomt bij de condensatie.
De drijvende kracht achter evaporatie, en bijgevolg ook achter de hele watercyclus, is de zon. Het is de invallende zonnestraling die de waterdeeltjes een voldoende hoge energie geeft om te kunnen verdampen.

## Factoren die de evaporatie beïnvloeden

### Toevoer van energie
Als meer energie toegevoerd wordt, is het aantal hoog-energetische moleculen groter, zodat de evaporatie sneller plaatsvindt. Grotere hoeveelheden water gaan dan de atmosfeer in. De rechtstreeks toegevoegde energie per m² door zonnestraling is het grootst in de tropen, dus daar vindt op basis van deze factor de grootste evaporatie plaats.
Een andere manier waarbij energie toegevoegd wordt aan de bovenste laag, is door warmtestroom naar die laag. De temperatuur van het zeewater, de bodem en de lucht bepaalt dus ook de mate van evaporatie. Als er geen rechtstreekse instraling is, is evaporatie dus ook mogelijk, al zal die veel minder groot zijn.

### Luchtvochtigheid
Hoe verder de dampdruk zich onder de kritieke druk (waarbij geen netto-transport van waterdeeltjes meer is) bevindt, hoe gemakkelijker het wordt voor een deeltje om te ontsnappen. Hoe hoger de temperatuur van de lucht is, des te meer waterdamp opgenomen kan worden vooraleer de lucht gesatureerd (verzadigd met waterdamp) is en de kritieke dampdruk is bereikt.
Bij een hoge luchtvochtigheid zal de evaporatiesnelheid kleiner zijn dan bij een lage luchtvochtigheid. In droge lucht is zowel de verdampingssnelheid als de hoeveelheid verdampt water groter.

### Windsnelheid nabij het oppervlak
Indien er nagenoeg geen wind is, zal net boven het evaporiserend oppervlak een luchtlaagje ontstaan met een hogere luchtvochtigheid dan verder van het oppervlak. Er ontstaat een gradiënt van de luchtvochtigheid, waarbij vlak bij het oppervlak de luchtvochtigheid groot genoeg is om de evaporatiesnelheid sterk te kunnen beperken. Indien er wind is, wordt de van damp voorziene lucht telkens ververst door lucht met een lagere, gemiddelde luchtvochtigheid. Zo blijft de evaporatie met grote snelheid doorgaan, het maakt bijvoorbeeld dat kleding buiten sneller droogt wanneer het waait.

### Aanwezigheid van water aan het oppervlak
Het spreekt voor zich dat er geen evaporatie kan zijn wanneer er geen water is. In de oceanen en bij oppervlaktewater legt deze factor geen beperking op, maar op de continenten wordt de mogelijke evaporatie vaak sterk bepaald door de aan- of afwezigheid van water aan het oppervlak. De precipitatie, het bodemtype en de vegetatie bepalen de aanwezige hoeveelheid water, beschikbaar voor evaporatie.
Wanneer er geen precipitatie is en er wordt geen water via rivieren in het gebied gebracht, is de evaporatie nagenoeg nihil, hoewel de andere factoren ideaal mogen zijn.
In gebieden waar er wel precipitatie is of aanvoer van water op een andere manier, zal de evaporatie groter zijn op bodems die minder percoleerbaar zijn en waar de bodem lange tijd verzadigd blijft. Hoe meer water de bodem bevat, hoe meer water kan evaporeren.
Indien er vegetatie is, zal de evaporatie ook toenemen aangezien planten de beschikbare oppervlakte voor verdamping sterk vergroten en het water in de grond vasthouden.
Interceptie (de verdamping van water op vegetatie vooraleer het de grond bereikt) zou wereldwijd ongeveer 20% uitmaken van de evaporatie vanop het land.
In deze gebieden is het onderscheid met transpiratie door de planten zelf moeilijk te maken en wordt er vaak gesproken van evapotranspiratie.

### Toestand van het zee-oppervlak
Op een kalme zee zal de evaporatie minder groot zijn dan bij een relatief woeste zee, bij gelijkblijvende overige factoren. Wanneer er golven zijn, vergroot immers het wateroppervlak, dus het contactoppervlak water-lucht waarlangs evaporatie kan optreden. Als de golven beginnen over te slaan (witte schuimranden) wordt het water in kleine druppels verneveld, wat een drastische verdere toename van het evaporatie-oppervlak betekent.
Hieronder wordt de invloed van de verschillende factoren op de mate van evaporatie bekeken aan de hand van een voorbeeld waar evaporatie aan te pas komt.
ORKANEN: EEN TOEPASSING VAN DE INVLOED VAN DE FACTOREN
Evaporatie speelt een grote rol bij de vorming van orkanen.
Een orkaan ontstaat boven de tropische zeeën (invloed van toegevoerde energie), wanneer de geëvaporeerde damp in de atmosfeer weer condenseert en de warmte die nodig was om te verdampen terug vrijkomt. Daardoor warmt de lucht op en ontstaat een massief lagedrukgebied, waardoor sterke winden ontstaan naar binnen toe. Deze winden versterken de evaporatie nog meer (invloed van de windsnelheid nabij het oppervlak) en zorgen voor een zeer onrustige zee wat nog meer waterdamp in de atmosfeer brengt en zo de orkaan ‘voedt’ (invloed van de toestand van het zee-oppervlak).
Wanneer een orkaan zich over het land beweegt, verliest hij zijn voeding quasi volledig en neemt sterk in sterkte af (invloed van de aanwezigheid van water aan het oppervlak).

## Meten van evaporatie
De werkelijke evaporatie is moeilijk rechtstreeks te meten over relatief grote gebieden.
Vele, vaak plaatselijk en snel veranderende factoren hebben hun invloed op de evaporatie (vegetatie, bodemtype, verzadiging van de bodem etc.). Daarom meet men vaak de potentiële evaporatie. Dit is de evaporatie die er zou zijn indien er een onbeperkte voorraad water ter beschikking is. De werkelijke evaporatie kan dus maximaal gelijk zijn aan de potentiële evaporatie en is minder wanneer de bodem begint uit te drogen. Men meet dus eerst de potentiële en past deze waarde dan aan rekening houdend met de gegevens in verband met de bodemvochtigheid.
Meten gebeurt doorgaans met een evaporatiepan. Dit is een reservoir met bekende afmetingen gevuld met water. Dagelijks wordt het waterpeil in de pan opgemeten. Zo kan met bepalen, rekening houdend met eventuele (eveneens gemeten) precipitatie, hoeveel water er uit de pan verdampt is.
Klimatologen willen echter weten hoeveel water er verdampt van het landoppervlak of van open water. Deze evapotranspiratie komt helaas niet zo goed overeen met wat gemeten wordt in een evaporatiepan. De evaporatie wordt er doorgaans overschat omdat er eveneens invallende zonnestraling is op de randen en wegens de geringe warmtecapaciteit van zo’n pan. Daarom wordt de evaporatie van oppervlaktewater en landoppervlak in de praktijk geschat door de panevaporatie met een constante te herschalen.
Bv. E(oppervlaktewater) = K * Ep(evaporatiepan) met K < 1.
Hoewel deze meetmethode vrij onnauwkeurig is, is het gezien de eenvoud, toch het meest gebruikte toestel voor het opmeten van potentiële evaporatie. Er duiken echter vele problemen bij op: sommige pannen hebben niet-gestandaardiseerde afmetingen, sommige pannen zijn beter verzorgd, andere minder (algengroei, lekken), sommige hebben gaas om te vermijden dat vogels eruit zouden drinken, andere niet, enzovoort. Het vergelijken van de gegevens over periodes van meer dan 10 jaar wordt op die manier zinloos. Er worden onderzoeken gedaan om na te gaan in welke mate oudere gegevens betrouwbaar zijn. Een verdere wereldwijde standaardisering van de evaporatiepannen verdient aanbeveling in het kader van het onderzoek naar wereldwijde klimaatsveranderingen.
Een andere meetmethode is het gebruik van een geïrrigeerde lysimeter. Een lysimeter bestaat uit een ingegraven cilinder gevuld met dezelfde bodem als buiten de cilinder. Bovenaan groeit ook dezelfde vegetatie (doorgaans kortgemaaid gras). De bodem in de cilinder wordt voortdurend voldoende vochtig gehouden, zodat de evaporatie niet onderbroken wordt wegens gebrek aan water.
Indien er niet genoeg neerslag is, wordt er geïrrigeerd en de daarvoor gebruikte hoeveelheid water wordt, net als de neerslag, opgemeten. Onderaan de cilinder wordt de gepercoleerde hoeveelheid water eveneens opgemeten.
Dit laat toe de potentiële evaporatie te bepalen:
potentiële evaporatie = neerslag + irrigatie - percolatie
Deze methode geeft meer nauwkeurige metingen dan de evaporatiepan maar wordt maar weinig gebruikt. Het toestel is immers vrij duur en neemt veel plaats in beslag.
Indien men niet irrigeert, kan men rechtstreeks de werkelijke evaporatie meten.

## Berekenen van evaporatie
Het vaakst wordt een waarde voor de evaporatie (boven water) en de evapotranspiratie (boven land) in de praktijk niet bekomen door een rechtstreekse meting maar door berekeningen.
Men bepaalt de evaporatie aan de hand van wel courant beschikbare gegevens als temperatuur, uren zonneschijn, luchtvochtigheid enz. Men berekent eerst de potentiële evapotranspiratie in de veronderstelling dat voldoende water aanwezig is, en past deze waarde dan aan rekening houdend met de gegevens in verband met bodemvochtigheid.
Er zijn in de literatuur verschillende modellen (zowel empirische als theoretische modellen) die een waarde voor de evaporatie schatten.
Veel gebruikte zijn de Penman-vergelijking en de formule van Thornthwaite.
Er bestaan vele andere modellen die elk specifieke voor- en nadelen hebben.
Ook voor het berekenen van evapotranspiratie bestaan verschillende modellen waarvan het meest gebruikte de formule van Penman-Monteith is. In landbouwkundige kringen (onderzoek naar irrigatie) blijkt de formule van Penman-Monteith overal gebruikt te worden om de potentiële evapotranspiratie te berekenen.
De waarden gebruikt in deze formules (temperatuur, windsnelheid enz.) worden doorgaans opgemeten in meteorologische stations maar kunnen ook afkomstig zijn van satellieten.
Dit is de gangbare praktijk in gebieden waarvan weinig meteorologische gegevens beschikbaar zijn.

## Evaporatie in land- en tuinbouw
Met name voor de land- en tuinbouw is het van belang de hoeveelheid verdamping in de gaten te houden, maar ook in een tuin moeten we de planten in de gaten houden. Uit kale grond verdampt weinig, anders is dat op begroeide terreinen waar plantenwortels in de bodem zuigen om vocht te onttrekken aan het grondwater. Hoeveel vocht planten kunnen opzuigen, hangt af van de worteldiepte en het type bodem: bij zware klei en zand is ongeveer 12% van het vocht beschikbaar, maar in een veengrond is zo'n 54% beschikbaar.
De beschikbare hoeveelheid vocht hangt af van de verhouding tussen de neerslag en verdamping. Het is niet eenvoudig om de verdamping aan te geven, omdat ook de planten zelf een rol spelen in het proces. Sterk groeiende planten zorgen voor veel verdamping, maar hebben ook veel vocht nodig. Zowel regen als zon bevorderen de groei, maar op droge, zonnige dagen moet het benodigde vocht uit de bodem komen. Bij droogte wordt het steeds moeilijker voor de plant om vocht uit de bodem te zuigen, waardoor deze minder groeit. Voor landbouwgewassen is dat van belang want minder groei betekent ook minder opbrengst. Met de groei-afname neemt ook de verdamping af: de verdamping is dus ook een maat voor de opbrengst.
De achttiende-eeuwse onderzoeker Petrus van Musschenbroek had dat al door. Hij begon als eerste de "uitwaseming" te meten met behulp van een met water gevulde bak. De Referentie-gewasverdamping die het KNMI tegenwoordig (in 2003) hanteert is gebaseerd op de rekenmethode van Makkink en heeft betrekking op een van voldoende vocht voorzien grasland. Met behulp van gewasfactoren kan de verdamping voor andere planten/gewassen worden bepaald waarbij rekening wordt gehouden met het ontwikkelingsstadium van de verschillende planten (in blad, zonder blad) of gewassen (jong, volwassen, afrijpend). Wanneer zich een duidelijk vochttekort in de bodem voordoet is de werkelijke verdamping kleiner dan de gewasverdamping. Voor boeren is de gewasverdamping zeer nuttig, zij kunnen aan de hand hiervan bepalen hoeveel water hun gewas nodig heeft om optimaal te kunnen blijven groeien en of zij, indien mogelijk, wel of niet hoeven te beregenen.
De Referentie-gewasverdamping hangt sterk samen met de zonnestraling en is 's zomers daarom veel groter dan 's winters. In De Bilt verdampt er door het referentie-gewas jaarlijks ongeveer 540 mm. Over de hele maand januari is de verdamping ongeveer 8 mm tegen 90 mm over juli. In april/mei verdampt er gemiddeld ongeveer 2,5 mm per dag, maar op zonnige dagen, zoals in mei 1998 verdampt de dubbele hoeveelheid. Op zeer warme, zonnige en winderige dagen in juli kan de verdamping wel 7 mm per dag bedragen.

## Evaporatie wereldwijd

### Lage Landen
- In de Lage Landen bij de zee is de evapotranspiratie is groot in de zomer, zelfs groter dan de neerslag. Er gaat dus meer water van het oppervlak naar de atmosfeer dan omgekeerd, wat wil zeggen dat bodems in de zomer de neiging hebben om uit te drogen
- De evapotranspiratie is heel laag in de winter, ver onder de hoeveelheid neerslag. De voeding van het grondwater vindt dus vooral plaats in de winter. De verklaring voor deze seizoensverschillen is het verschil in toegevoegde energie via de zonnestraling. Gezien de sterke afhankelijkheid van de temperatuur, kan men verwachten dat deze verschillen veel minder tot niet bestaand zullen zijn in de equatoriale gebieden en de evaporatie er heel het jaar door hoog zal zijn.
- Wanneer de gegevens over het verschil in evaporatie tussen dag en nacht bekeken worden blijkt dat de evaporatie maximaal is overdag en minimaal ’s nachts.
- Hoe verder men poolwaarts gaat hoe meer, door de sterke afhankelijkheid van de temperatuur, de seizoenmatige verschillen in evaporatie belangrijker zullen zijn dan de dag-nacht verschillen.

### Wereldwijd
- de evaporatie is (uitgemiddeld over een volledig jaar) het grootst in de equatoriale gebieden en minimaal in de polaire gebieden (invloed van de toegevoegde energie van de zonnestraling).
- de seizoenmatige verschillen zijn duidelijk te zien wanneer we de evaporatie per maand bekijken (in juni meer op het noordelijk halfrond, in januari meer op het zuidelijk halfrond)
- de evaporatie boven de oceanen is veel groter dan boven de continenten.
- het grootste deel van het water dat door evaporatie in de atmosfeer terechtkomt, komt van boven de oceanen in het tropisch gebied. Daar bevinden zich de grote gebieden die veel water leveren voor de hydrologische cyclus.
- hoe hoger de temperatuur van het zeewater, des te groter de evaporatie. We zien dat de evaporatie boven warme zeestromingen als de Golfstroom, de Agulhas-stroom e.d. vrij groot is. Voor de Peruaanse en Californische kust bijvoorbeeld, waar grote opwellingen zijn van koud water, is de evaporatie veel minder.

Verschillende wiskundige modellen voor de evaporatie leveren iets andere resultaten op, maar de hier gemaakte globale vaststellingen blijven gelden.

## De evaporatie-paradox
Metingen met evaporatiepannen over de laatste 50 jaar geven een verminderde evaporatiesnelheid weer. Klimatologen zijn het er echter over eens dat de wereldwijde temperatuur in die periode echter toegenomen is, dus zou men een verhoogde evaporatiesnelheid verwachten. Een paradox?
Australische wetenschappers zouden een mogelijke verklaring hebben gevonden voor dit fenomeen.
Na de aanslagen van 11 september 2001 werden zo’n 10000 commerciële vliegtuigen gedurende 3 dagen aan de grond gehouden. Gedurende die tijd pompten de vliegtuigen geen roetdeeltjes en andere aerosolen in de atmosfeer, die het zonlicht verstrooien en zorgen voor een geringere instraling op het aardoppervlak (global dimming).
Deze verminderde instraling zou verklaren waarom er minder evaporatie (verdamping) wordt vastgesteld: het bovenste laagje water in een evaporatiepan krijgt immers minder rechtstreekse zonnestraling.
Er werd die dagen inderdaad een groter verschil tussen de dag- en nachttemperatuur opgemeten wat hun verklaring staaft dat aerosolen overdag die instraling afzwakken.
Klimatologen zijn er nog niet helemaal over uit of dit de sluitende verklaring van het fenomeen is. Mogelijk zijn er nog andere factoren in het spel.

## Laboratoriumtoepassing
In een draaiverdamper (rotavap) wordt de verdamping van het oplosmiddel bevorderd door toevoeging van warmte en oppervlaktevergroting.